# Criodion rhinoceros
Criodion rhinoceros är en skalbaggsart som beskrevs av Bates 1870. Criodion rhinoceros ingår i släktet Criodion och familjen långhorningar. Inga underarter finns listade i Catalogue of Life.